# Kay Medford
Kay Medford, nata Margaret Kathleen O'Reagan (New York, 14 settembre 1919 – New York, 10 aprile 1980), è stata un'attrice caratterista statunitense di cinema e di teatro.

## Biografia
I genitori James O'Reagan e Mary Kelly, figli di immigrati irlandesi, morirono prima che lei compisse i quindici anni. La Medford iniziò la carriera dopo aver terminato la scuola media superiore ed aver lavorato per un certo periodo come cameriera in un locale notturno. 

### Carriera
Dopo aver recitato in parti minori in alcuni film tra il 1942 ed il 1948, debuttò a Broadway nel 1951 nel musical Paint Your Wagon. Comparve nel film musicale Jamboree (1957), recitando la parte della manager del cantante Pete Porter, interpretato da Paul Carr. Nel 1960 recitò nel musical Bye Bye Byrdie come "Mama", in contrapposizione a Dick Van Dyke e Chita Rivera, ottenendo un ottimo successo, ma perse il ruolo nell'omonimo film del 1963, che andò all'attrice Maureen Stapleton. 
Nel 1964 recitò nel musical Carousel, prima di partecipare a Funny Girl, nel ruolo della madre di Fanny Brice (interpretata da Barbara Streisand): per questa sua interpretazione ottenne la candidatura al premio Tony Award del 1964 per la miglior caratterista di un musical e quando nel 1968 recitò nel medesimo ruolo nell'adattamento cinematografico, ottenne la candidatura all'Oscar alla miglior attrice non protagonista. 
Fu guest star in numerose serie TV, fra le quali Una donna poliziotto. Nel 1969 e 1970 recitò con John Forsythe nella serie sitcom della CBS  To Rome with Love. Ebbe anche un ruolo fondamentale nel The Dean Martin Show della NBC per alcuni anni. Partecipò poi a numerose serie TV fra le quali Kojak (episodio Nursemaid del 1974) e Starsky & Hutch (episodio Murder at See, del 1976).

## Vita privata
Kay Madford non si sposò mai e morì sessantenne a New York per un tumore al cervello.

## Filmografia

### Cinema
- Swing Shift Maisie, regia di Norman Z. McLeod (1943)
- Mani lorde (The Undercover Man), regia di Joseph H. Lewis (1949)
- Guilty Bystander, regia di Joseph Lerner (1950)
- La bisarca, regia di Giorgio Simonelli (1950)
- Mr. Walkie Talkie, regia di Fred Guiol (1952)
- Singing in the Dark, regia di Max Nosseck (1956)
- Un volto nella folla (A Face in the Crowd), regia di Elia Kazan (1957)
- Jamboree!, regia di Roy Lockwood (1957)
- Ragazzi di provincia (The Rat Race), regia di Robert Mulligan (1960)
- Venere in visone (Butterfield), regia di Daniel Mann (1960)
- Ragazza per un'ora (Girl of the Night), regia di Joseph Cates (1960)
- Two Tickets to Paris, regia di Greg Garrison (1962)
- Una nave tutta matta (Ensign Pulver), regia di Joshua Logan (1964)
- Una splendida canaglia (A Fine Madness), regia di Irvin Kershner (1966)
- Un vestito per un cadavere (The Busy Body), regia di William Castle (1967)
- Funny Girl, regia di William Wyler (1968)
- Angel in My Pocket, regia di Alan Rafkin (1969)
- Twinky, regia di Richard Donner (1970)
- Quella pazza famiglia Fikus (Fire Sale), regia di Alan Arkin (1977)
- Windows, regia di Gordon Willis (1980)

### Televisione
- Una donna poliziotto (Decoy) – serie TV, 1 episodio (1957)
- Avventure in paradiso (Adventures in Paradise) – serie TV, episodio 1x12 (1959)
- The Further Adventures of Ellery Queen – serie TV, episodio 1x27 (1959)
- Ben Casey – serie TV, episodio 3x05 (1963)
- That's Life – serie TV, 8 episodi (1968-1969)
- To Rome with Love – serie TV, 13 episodi (1969-1970)
- Love, American Style – serie TV, 3 episodi (1969-1973)
- Kojak – serie TV, 1 episodio (1974)
- Starsky & Hutch – serie TV, 1 episodio (1976)
- Barney Miller – serie TV, 3 episodi (1978-1980)

## Riconoscimenti
- Premio Oscar
  - 1969 – Candidatura alla miglior attrice  protagonista per Funny Girl

## Doppiatrici italiane
- Wanda Tettoni in Un volto nella folla, Ragazzi di provincia
- Franca Dominici in Un vestito per un cadavere, Starsky & Hutch
- Laura Carli in Mani lorde
- Dhia Cristiani in Venere in visone
- Andreina Pagnani in Ragazza per un'ora
- Cesarina Gheraldi in Una nave tutta matta
- Renata Marini in Una splendida canaglia
- Clelia Bernacchi in Funny Girl
- Lydia Simoneschi in Twinky